# Santi Lo Giudice
Santi Lo Giudice (Antillo, 28 ottobre 1946 – Messina, 23 agosto 2014) è stato un filosofo e scrittore italiano.

## Biografia
È nato nell'entroterra della provincia messinese, figlio di un maestro elementare. Dopo aver espletato studi classici si è laureato in Pedagogia con lode nel 1969 con tesi in Ideologia e Sociologia. Ha vissuto gli ultimi anni della sua vita tra Messina e Santa Teresa di Riva dedicandosi alla scrittura dei suoi ultimi testi e all'insegnamento.
Nel 1980 è entrato come ricercatore presso l'Istituto di Filosofia della Facoltà di Magistero dell'Università di Messina, divenendo professore associato nel 2002, professore straordinario nel 2006 e infine professore ordinario di filosofia teoretica nel 2009.

Ha insegnato Filosofia teoretica, Filosofia della comunicazione, Sociologia dei processi culturali e comunicativi,  Antropologia filosofica, Teoria del mutamento sociale e Storia e critica del cinema presso l'Università di Messina; ha collaborato alla rivista Moleskine di Messina e ad altri quotidiani e riviste ed è stato direttore per la Luigi Pellegrini Editore delle collane  "Filosofia Teoretica" e "Interstizi".

## Opere
- Breve documento sulla "Nuova Filosofia", Messina, Sortino editore, 1978
- Indagini sul discorso filosofico contemporaneo (1984)
- Gli echi del corpo: saggio su F. Nietzsche, Verona, Edizioni del Paniere, 1989 OCLC 30436500
- Introduzione al lessico di Nietzsche, prefazione di Armando Plebe, Roma, Armando, 1990 OCLC 50447762
- Nietzscheana. Esercizi di lettura, Messina, Alfa, 1995
- Il tribunale filosofico di Heine (1996)
- Nietzsche e i simboli delle cose più alte (2000)
- Fedeltà alla terra (2004)
- Profili della contemporaneità, Cosenza, Pellegrini Editore, 2005, ISBN 88-8101-282-0.
- Stare insieme, Cosenza, Pellegrini Editore, 2006, ISBN 88-8101-351-7.
- Tracce di filosofia del finito, Cosenza, Pellegrini Editore, 2007, ISBN 978-88-8101-461-3.
- Nietzsche e gli echi del corpo, Cosenza, Pellegrini Editore, 2007, ISBN 978-88-8101-433-0.
- Corpo e parola. Studi sul linguaggio e l'espressione, Cosenza, Pellegrini Editore, 2009, ISBN 978-88-8101-544-3.
- Scritti di filosofia ed etica, Cosenza, Pellegrini Editore, 2010, ISBN 978-88-8101-713-3.
- Emozioni e cognitività in Nietzsche. Un approccio fisiologico, Cosenza, Pellegrini Editore, 2011, ISBN 978-88-8101-756-0.
- Sul pudore e sull'osceno, Cosenza, Pellegrini Editore, 2011, ISBN 978-88-8101-754-6.
- Breve documento sulla "nuova filosofia", Cosenza, Pellegrini Editore, 2011, ISBN 978-88-8101-897-0.
- Scritti di filosofia ed etica, volume secondo, Cosenza, Pellegrini Editore, 2013, ISBN 978-88-6822-034-1.
- Su Messina e altri scritti, Cosenza, Pellegrini Editore, 2013, ISBN 978-88-6822-051-8.